# Provinz Alto Amazonas
Die Provinz Alto Amazonas liegt in der Region Loreto im Nordosten von Peru. Die Provinz hat eine Fläche von 18.764 km². Die Bevölkerung zählte im Jahr 2017 122.725 Personen. 10 Jahre zuvor lag die Einwohnerzahl noch bei 104.667.
Die Hauptstadt der Provinz ist Yurimaguas. Das Gebiet der Provinz ist zu 78 % bewaldet; ihre Bewohner leben überwiegend von der Forstwirtschaft, von der Jagd und von der Fischerei. Etwa 9 % der Gesamtfläche werden landwirtschaftlich genutzt.

## Geographische Lage
Die Provinz Alto Amazonas liegt im Westen der Region Loreto im Amazonastiefland. Lediglich im äußersten Südwesten reicht die Provinz bis zur peruanischen Ostkordillere. Die Flüsse Río Huallaga, Río Paranapura, Río Nucuray sowie der Río Marañón durchfließen die Provinz.
Im Osten grenzt die Provinz Alto Amazonas an die Provinz Loreto, im Südosten an die Provinz Requena, im Süden an die Region San Martín sowie im Westen an die Provinz Datem del Marañón.

## Verwaltungsgliederung
Die Provinz Alto Amazonas ist in sechs Distrikte unterteilt. Der Distrikt Yurimaguas ist Sitz der Provinzverwaltung.
| Distrikt                   | Verwaltungssitz |
| -------------------------- | --------------- |
| Balsapuerto                | Balsapuerto     |
| Jeberos                    | Jeberos         |
| Lagunas                    | Lagunas         |
| Santa Cruz                 | Santa Cruz      |
| Teniente César López Rojas | Shucushuyacu    |
| Yurimaguas                 | Yurimaguas      |

## Geschichte
Das Gebiet war ursprünglich von den Indianerstämmen der Yuris und Omaguas bewohnt, die an den Oberläufen des Rio Acre und des Rio Juruá lebten. Die größten indigenen Gruppen, die heute in der Provinz Alto Amazonas leben, sind die Chayahuita (auch Tshaawi genannt, zuweilen „Shawi“ geschrieben) und die Jebero (auch: Xebero).
Die Provinz wurde durch Dekret vom 7. Februar 1866 geschaffen. Dieses Dekret wurde vom Kongress mit dem Gesetz vom 11. September 1868 ratifiziert.
Am 26. Mai 2019 ereignete sich ein Erdbeben mit einer Stärke von 8,0 auf der Momenten-Magnituden-Skala. Es traf vor allem die östlichen und nordöstlichen Teile der Provinz Alto Amazonas.